# Milà-Sanremo 1927
La Milà-Sanremo 1927 fou la 20a edició de la Milà-Sanremo. La cursa es disputà el 3 d'abril de 1927, sent el vencedor final l'italià Pietro Chesi.
111 ciclistes hi van prendre part, acabant la cursa 71 d'ells.

## Classificació final
|    | Ciclista            | Equip           | Temps      |
| -- | ------------------- | --------------- | ---------- |
| 1  | Pietro Chesi        | -               | 9h 43' 00" |
| 2  | Alfredo Binda       | Legnano-Pirelli | + 9' 00"   |
| 3  | Domenico Piemontesi | Bianchi         | m. t.      |
| 4  | Arturo Bresciani    | Bianchi         | + 12' 00"  |
| 5  | Heiri Suter         | Olympique       | m. t.      |
| 6  | Antonio Negrini     | Wolsit-Pirelli  | m. t.      |
| 7  | Giuseppe Pancera    | Berettini       | m. t.      |
| 8  | Federico Gay        | Mifa            | m. t.      |
| 9  | Giovanni Brunero    | Legnano-Pirelli | m. t.      |
| 10 | Aristide Cavallini  | -               | m. t.      |